# Lowlands 2015
Lowlands 2015 (voluit: A Campingflight to Lowlands Paradise) is een Nederlands muziek- en cultuurfestival dat plaatsvond op 21, 22 en 23 augustus 2015 in Biddinghuizen. Het was de 23e editie van het Lowlandsfestival. De bekendmaking van de eerste artiesten vond eind januari 2015 plaats. 
De kaartverkoop is van start gegaan op 7 februari 2015. Van de 55.000 beschikbare kaarten zijn er uiteindelijk ca. 48.000 verkocht. Het was voor het eerst in 10 edities dat het festival niet uitverkocht raakte.
Tijdens deze editie is er voor het eerst een glamping genaamd Gllamcamp. Op een deel van camping 1 zijn vooraf tenten opgezet die je kunt boeken voor het gehele festival. Er zijn tenten vanaf simpele tentjes die je na het festival mee naar huis kunt nemen tot volledig ingerichte drie sterren tenten inclusief boxspring en donzen dekbed. Daarnaast zijn er ook grote legertenten en tipi's voor groepen.
Deze eerste editie is er nog geen douche voorziening op het Gllamcamp terrein maar wel wc's.

## Artiesten
| - 18+ - AFTERPARTEES - Alestorm - All Time Low - Allah-Las - Âme (live) - AWOLNATION - Bad Breeding - Balthazar - Barns Courtney - Bastille - Batida - Bear's Den - Ben Howard - Benjamin Clementine - Ben Khan - Bleachers - Boys Noize b2b Baauer - BriBry - Caribou - Chef Special - Christine and the Queens - Concertgebouworkest - Courtney Barnett - Curtis Harding - DakhaBrakha - De Jeugd van Tegenwoordig - De Sluwe Vos - Diplo - Django Django - DJ Slow - DJ Tennis - Dollkraut(live) - Dolomite Minor - Dusky - Echosmith - Eaves - Enter Shikari - Father John Misty - FFS: (Franz Ferdinand & Sparks) - Formation - Four Tet - Fuzz - Gallowstreet | - Gomes ft. MC Vin-E - Harrie Hossel - Herman Brock Jr. - Ho99o9 - Hot Chip - Howling (live) - Hudson Mohawke (live) - iLLBiLLY HiTEC - Imelda May - Interpol - JP Cooper - James Bay - Joey Bada$$ - Joost van Bellen - Jose Gonzalez - Karenn (live) - Kasba - Kendrick Lamar - Kenny B - Kodaline - Låpsley - La Roux - La Sra. Tomasa - Lianne La Havas - Limp Bizkit - Low Roar - Major Lazer - Marcel Dettmann - Max Cooper presents Emergence - Mefjus - Mighty Oaks - Mini Mansions - MØ - Motor City Drum Ensemble - Mr Žarko & Band - Mumdance - Mura Masa - My Baby - New Wave - Nothing But Thieves - Optimo (Espacio) - Ot Vinta - Ought - Paolo Nutini | - Paranoid London - Passenger - Pauw - POND - Project Rakija - RHODES - Rico & Sticks #OpgezwolleTotNu - Rondé - Roots Manuva - Rudimental - Sango - SBTRKT - Seinabo Sey - Shamir - Shura - Skepta - Slaves - Spor - Tame Impala - The Antlers - The Bohicas - The Chemical Brothers - The Districts - The Indien - The Maccabees - The Mysterons - Thomston - Throes + The Shine - Todd Terje & Olsen Band - Torus - Tourist - Tove Lo - Trippy Turtle - Tsepo - Twenty One Pilots - Underworld - Vaults - Viet Cong - WAND - What So Not - While She Sleeps - Whilk & Misky - Wilkinson (DJ-set) ft. Mc Adapt - Years & Years |